# 岸本早未
岸本 早未（きしもと はやみ、1987年6月25日 - ）は、日本の元歌手。京都府京都市出身、2021年現在は東京都在住。血液型A型。

## 略歴
- 10歳（小学5年生）の時に、姉の影響でダンスを習い始め、後に歌のレッスンも受けるようになる。ジャズを基本スタイルとして、ヒップホップやロック・ハウスといった、様々なダンスを吸収する。
- ヴィジョンファクトリーでデビューに向けてレッスンしていたが、2002年10月、「GIZA studio PRESENTS "DIG STAR"」オーディションで、歌に加え得意のダンスを披露して、グランプリを受賞する。スタッフが大変気に入ったため、グランプリ受賞からわずか8か月という異例のスピードでデビューに至ったという。
- 2003年6月25日、自身の16歳の誕生日の日に、シングル『迷Q!?-迷宮-MAKE★YOU-』でGIZA studioよりデビュー。オリコンシングルチャートでは初登場15位を記録し、スマッシュヒットとなる。

## 人物
- 作詞においては、等身大の恋愛観や友情・思春期の新鮮な気持ちを繊細に綴る。特に、自身でスタイリングしているファッションには、同世代の女の子からも共感を得ており、同じGIZA studio所属の愛内里菜同様、多くのファッション誌で取り上げられている。
- 北原愛子と仲が良く、Thursday Liveで一緒になる事が多い。
- 夜行性な性格で、夕方から元気になる性格だとブログで明かしている。
- 2007年3月1日のKISHIMOTO NIGHTにて北原愛子が部長を務める生姜部にマネージャーとして入部する。
- 2007年11月3日のKISHIMOTO NIGHTにてきゅうり部の部長に就任。
- 安室奈美恵のファンである為か、彼女の要素を取り入れたヘアスタイル、衣装を好んでいる。
- 高校卒業後は服飾系の専門学校に入学し、卒業している。
- 2008年4月22日以降、公式ブログが更新されていない。またそれ以降、ライブやイベント出演の情報もなくHPもGIZA studioのサイトから消え、事実上引退している（活動休止の予告もなくGIZA studioのホームページから名前が削除されたが、再掲載された）。活動停止後の現在は大阪市内でファッション関係の仕事をしている。
- 現在は本名の岸本美和子でブログ、インスタグラムの開設をしており、自身が関わる服飾系のブランドの宣伝などをしている。インスタグラムではカラオケ等の動画をアップしており、引退した現在でも時折歌声は聴くことができる。
- 現在、岸本美和子個人としてYouTubeチャンネルを開設しており、アーティスト活動を終了した理由としてGIZA側からの突然の契約解除（5年契約をしていたが、契約期間1年を残したまま）があったことを初めて本人の口から報告。

## ディスコグラフィ

### シングル
| 枚   | 発売日         | タイトル             | 規格品盤  | オリコン 最高位 |
| ---- | -------------- | -------------------- | --------- | --------------- |
| 1st  | 2003年6月25日  | 迷Q!?-迷宮-MAKE★YOU- | GZCA-7018 | 15位            |
| 2nd  | 2003年8月6日   | 愛する君が傍にいれば | GZCA-7027 | 37位            |
| 3rd  | 2003年11月19日 | みえないストーリー   | GZCA-7036 | 59位            |
| 4th  | 2004年2月11日  | 風に向かい歩くように | GZCA-7040 | 50位            |
| 5th  | 2004年6月23日  | 素敵な夢みようね     | GZCA-4004 | 47位            |
| 6th  | 2004年10月6日  | Dessert Days         | GZCA-4019 | 36位            |
| 7th  | 2004年11月3日  | ユメリアル           | GZCA-4025 | 49位            |
| 8th  | 2005年7月13日  | JUMP!NG↑GO☆LET'S GO⇒ | GZCA-4037 | 47位            |
| 9th  | 2006年7月19日  | PEACH:LIME//SHAKE    | GZCA-4059 | 64位            |
| 10th | 2006年10月18日 | Go! MY HEAVEN        | GZCA-4080 | 50位            |
| 11th | 2007年2月28日  | See you Darling      | GZCA-4085 | 84位            |

### アルバム
|        | 発売日         | タイトル   | 規格品番  | 規格品番  | オリコン 最高位 |
| 初回盤 | 発売日         | タイトル   | 通常盤    |           | オリコン 最高位 |
| ------ | -------------- | ---------- | --------- | --------- | --------------- |
| 1st    | 2003年9月10日  | 迷宮       | GZCA-5033 | GZCA-5035 | 16位            |
| 2nd    | 2004年11月24日 | JUICY      | GZCA-5056 | GZCA-5057 | 35位            |
| ミニ   | 2006年9月20日  | LOVE DROPS | GZCA-5093 | GZCA-5093 | 47位            |

### 作詞
- ユメリアル
- JUMP!NG↑GO☆LET'S GO⇒
- PEACH:LIME//SHAKE
- Go! MY HEAVEN
- See you Darling